# .30-06春田步槍彈
春田步槍彈是一种美国陆军所开发使用的子弹。又名“.30-06彈”，“.30”指其口徑為0.30英寸（7.62毫米口徑）而“-06”是指其推出的年份是1906年，其尺寸為7.62×63毫米，此種子彈是由春田兵工廠研製，目的是為了取代“.30-03彈”並用於M1903春田步槍，和舊式的.30-03彈相比，其彈頭由圓頭改為尖頭，彈殼長度減少了1.8毫米，若由M1903步槍發射的話其初速為823米/秒，最大射程為4,100米。

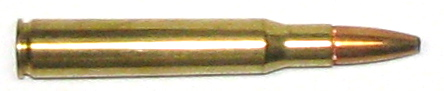
春田步槍彈

## M1普通彈
1926年推出的改良型，其彈頭改為尾部有9度斜角而質量增加至11.14克的重彈頭，彈殼又回復到原本0.30-03彈的長度，改良後其穿透力大增，初速為807米/秒而射程超過5000米，但膛壓太高，彈道不穩而且槍管磨損太快，而對步兵來說後座力也太大而不易使用。

## M2普通彈

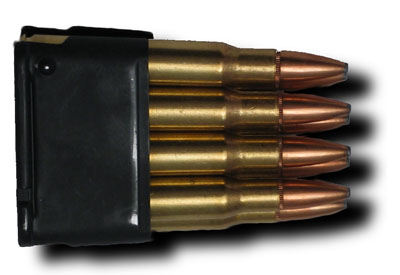
M1加蘭德步槍所使用的8發裝M2普通彈

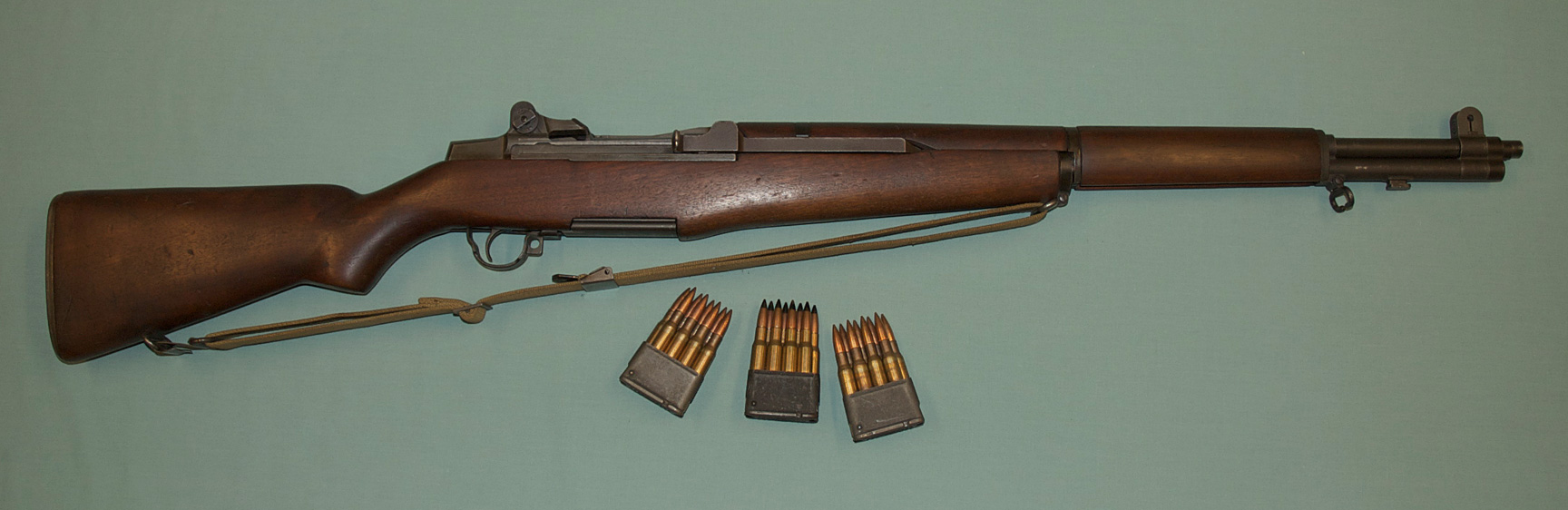
M2普通彈和M1步槍

1940年為配合M1加蘭德步槍而推出的改良型，M2普通彈把9度斜角取消從而令其彈尾成為水平，彈頭質量減輕至9.72克，若由M1加蘭德步槍發射的話其初速為853米/秒，最遠射程為1,500米，和M1普通彈相比，雖然動能和射程減少但後座力也相對減輕，對步兵來說更易使用，所以，此彈之後大量生產以應付第二次世界大戰和韓戰，一直至1957年被7.62×51mm NATO彈取代為止。
M2普通彈在二次大戰時除了美軍自用外還通過租借法案軍援中國等同盟國，國軍用M2普通彈裝備美械師，中國國民政府也一直使用春田步槍彈至1968年。
使用M2普通彈的槍械有：
- M1903春田步槍
- M1加蘭德步槍
- 白朗寧自動步槍
- 白朗寧M1919中型機槍
- HCAR戰鬥步槍
- M1941輕機槍

## M2穿甲彈

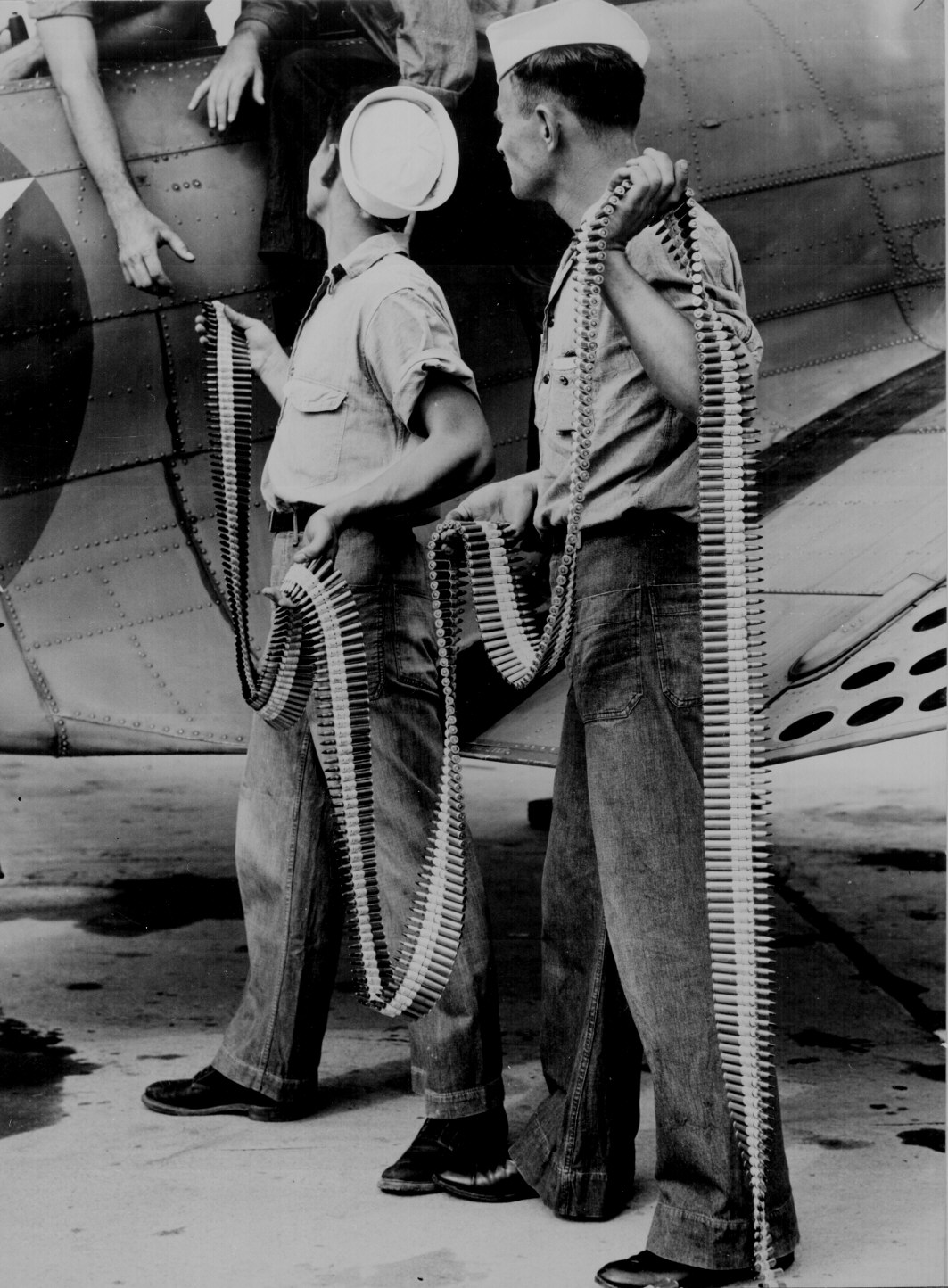
用於SBD無畏式俯衝轟炸機的機尾機槍的M2穿甲彈

春田步槍彈除了普通彈還有穿甲弹或被稱為重彈，彈頭由普通彈的9.72克增加至10.69克，此種子彈大多用於白朗寧M1919中型機槍，尤其是用作航空機槍子彈，所以，M2穿甲彈在二戰時除了供應給美國三軍之外，中華民國空軍也是其主要用戶。

## 其他軍用彈種
- T15/M14和M14A1：穿甲燃燒彈
- M1906：普通彈
- M1909：空包彈
- M40：假彈
- T99：爆炸子彈
- M22：易碎彈
- M1：高膛壓測試彈
- M1917：燃燒彈
- M1918：燃燒彈
- M1：燃燒彈
- M72：比賽等級（英语：Match grade）彈藥
- M1：曳光彈
- M2：曳光彈
- T10/M25：曳光彈
- M1，M2和M3/ E1：槍榴彈推動用途子彈

## 相關條目

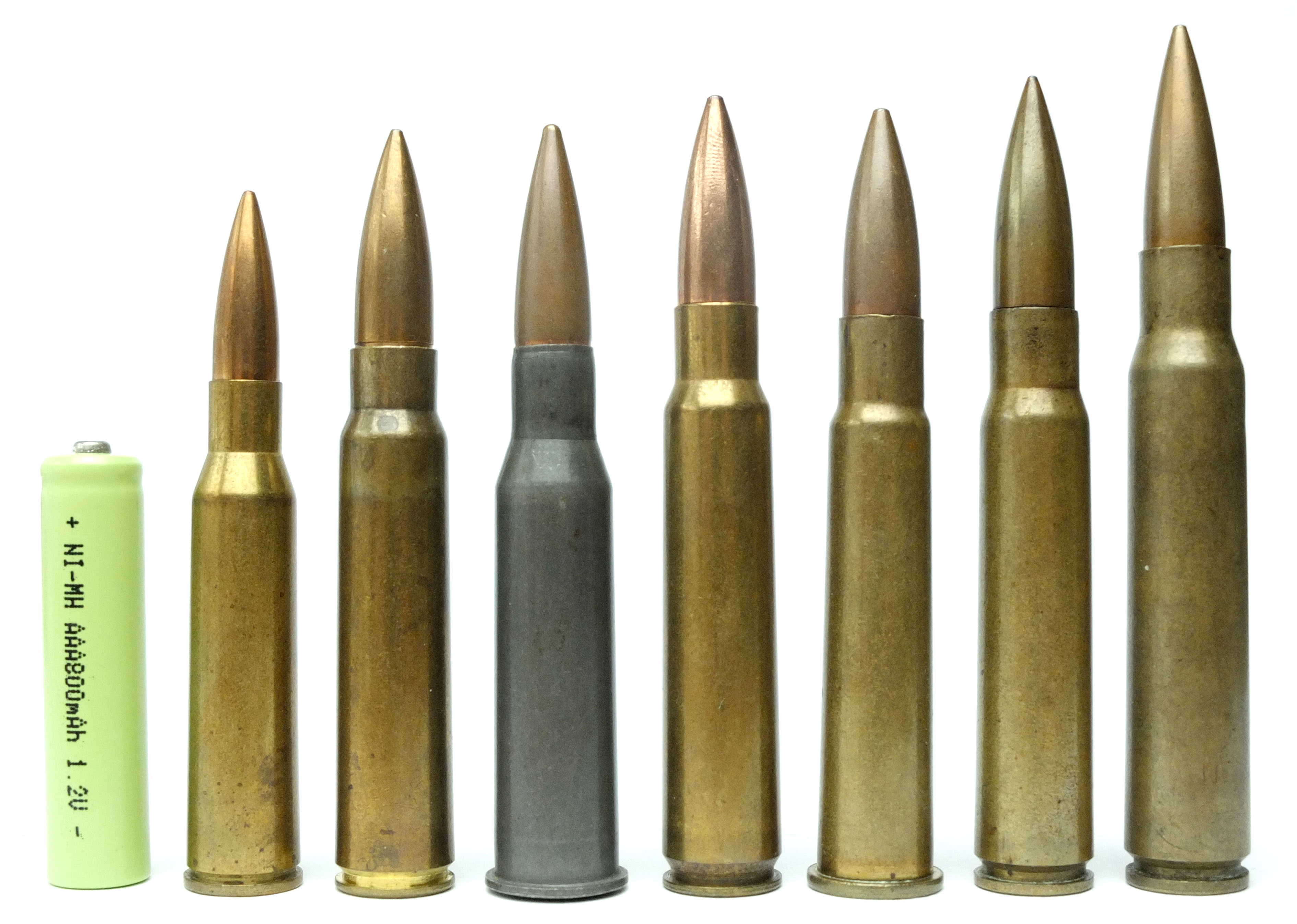
二次大戰時全要參戰國用步槍子彈，由左至右分別是：
6.5×50mm有坂子彈（日本）、7.65×53mm子彈（阿根廷/比利時）、7.62×54mmR子彈（蘇聯）、7.7×58mm有坂子彈（日本）、.303子彈（英國）、7.92×57mm毛瑟子彈（德國/中國）、.30-06子彈（美國）

## 外部連結
- 维基共享资源上的相關多媒體資源：.30-06春田步槍彈